# Johan II van Neurenberg
Johan II van Neurenberg (circa 1309 - 31 juli 1357) was van 1332 tot 1357 burggraaf van Neurenberg. Hij behoorde tot het huis Hohenzollern.

## Levensloop
Hij was de oudste zoon van burggraaf Frederik IV van Neurenberg en Margaretha van Gorizia, een kleindochter van graaf Meinhard II van Gorizia-Tirol. In 1332 volgde hij zijn vader op als burggraaf van Neurenberg.
Als burggraaf kon hij zijn gebieden uitbreiden: zo bemachtigde hij onder meer het kasteel Plassenburg in Kulmbach en het bijbehorende graafschap toen de graven van Orlamünde in 1340 uitgestorven waren. 
Tijdens zijn regering kwam in 1340 het familiewapen van de Hohenzollern tot stand. Boven het schild met twee zwarte en twee zilveren kwartieren is een helm zichtbaar, getooid met zijwaarts gerichte kop. In de heraldiek heet dit een Brackenkopf, ofwel de kop van een jachthond. De adel gebruikte de Dachshund ofwel dashond voor de jacht op klein
wild. 
Tijdens zijn regering brak ook de Zwarte Dood uit, die in het burggraafschap Neurenberg heel wat slachtoffers maakte. Omdat de Joden voor deze epidemie verantwoordelijk werden gehouden, werden vele Neurenbergse joden zonder dat Johan II ingreep vermoord. In 1357 overleed hij.

## Huwelijk en nakomelingen
Johan II huwde met Elisabeth van Henneberg, dochter van graaf Berthold VII van Henneberg-Schleusingen. Ze kregen volgende kinderen:
- Frederik V (1333-1398), burggraaf van Neurenberg
- Margaretha (overleden in 1377), huwde in 1359 met hertog Stefanus II van Beieren
- Elisabeth (overleden rond 1383), huwde in 1360 met graaf Ulrich van Schaunberg
- Anna (overleden in 1383), abdis in de abdij van Birkenfeld en Himmelkron
- Adelheid, zuster in de abdij van Birkenfeld

## Voorouders
| Johan II van Neurenberg             | Johan II van Neurenberg                                                 | Johan II van Neurenberg                                                 | Johan II van Neurenberg                                                 | Johan II van Neurenberg                                                 | Johan II van Neurenberg                                                 | Johan II van Neurenberg                                                 | Johan II van Neurenberg                                                 | Johan II van Neurenberg                                                 |
| ----------------------------------- | ----------------------------------------------------------------------- | ----------------------------------------------------------------------- | ----------------------------------------------------------------------- | ----------------------------------------------------------------------- | ----------------------------------------------------------------------- | ----------------------------------------------------------------------- | ----------------------------------------------------------------------- | ----------------------------------------------------------------------- |
| Overgrootouders                     | Koenraad I van Neurenberg (1186–1261) ∞ Adelheid van Frontenhausen (-)  | Koenraad I van Neurenberg (1186–1261) ∞ Adelheid van Frontenhausen (-)  | Albrecht I van Saksen (1175-1260) ∞ Helene van Brunswijk (-1273)        | Albrecht I van Saksen (1175-1260) ∞ Helene van Brunswijk (-1273)        | Meinhard I van Tirol (1200-1258) ∞ Adelheid van Tirol (1218-1279)       | Meinhard I van Tirol (1200-1258) ∞ Adelheid van Tirol (1218-1279)       | Otto II van Beieren (1206-1253) ∞ Agnes van de Palts (1201-1267)        | Otto II van Beieren (1206-1253) ∞ Agnes van de Palts (1201-1267)        |
| Grootouders                         | Frederik III van Neurenberg (1220–1297) ∞ Helena van Saksen (1247-1309) | Frederik III van Neurenberg (1220–1297) ∞ Helena van Saksen (1247-1309) | Frederik III van Neurenberg (1220–1297) ∞ Helena van Saksen (1247-1309) | Frederik III van Neurenberg (1220–1297) ∞ Helena van Saksen (1247-1309) | Meinhard II (1238-1295) ∞ Elisabeth van Beieren (1227-1273)             | Meinhard II (1238-1295) ∞ Elisabeth van Beieren (1227-1273)             | Meinhard II (1238-1295) ∞ Elisabeth van Beieren (1227-1273)             | Meinhard II (1238-1295) ∞ Elisabeth van Beieren (1227-1273)             |
| Ouders                              | Frederik IV van Neurenberg (1287–1332) ∞ Margaretha van Gorizia (-1348) | Frederik IV van Neurenberg (1287–1332) ∞ Margaretha van Gorizia (-1348) | Frederik IV van Neurenberg (1287–1332) ∞ Margaretha van Gorizia (-1348) | Frederik IV van Neurenberg (1287–1332) ∞ Margaretha van Gorizia (-1348) | Frederik IV van Neurenberg (1287–1332) ∞ Margaretha van Gorizia (-1348) | Frederik IV van Neurenberg (1287–1332) ∞ Margaretha van Gorizia (-1348) | Frederik IV van Neurenberg (1287–1332) ∞ Margaretha van Gorizia (-1348) | Frederik IV van Neurenberg (1287–1332) ∞ Margaretha van Gorizia (-1348) |
| Johan II van Neurenberg (1309–1357) |                                                                         |                                                                         |                                                                         |                                                                         |                                                                         |                                                                         |                                                                         |                                                                         |

- Gemeinsame Normdatei: 134291077
- Virtual International Authority File: 18437839